# Gustave Ganay
Gustave Valentin Ganay, né le 28 mars 1892 à Marseille et mort le 23 août 1926 à Paris, est un coureur cycliste français.

## Biographie
Électricien de métier, Gustave Ganay remporte ses premiers succès en 1910 et 1911 au Grand Prix de Manosque. Appelé sous les drapeaux dans l'artillerie pendant la Première Guerre mondiale, il doit interrompre sa carrière entre 1914 et 1918.
En 1919, il renoue avec le succès au cours de la course Marseille-Lyon. Il est troisième au championnat du monde de demi-fond professionnel en 1922 puis deuxième en 1926. Il remporte également le championnat de France de demi-fond cette année-là.
Il meurt des suites d'une chute à vélo au Parc des Princes à Paris le 23 août 1926, à l'apogée de sa gloire. La chute a lieu à la sortie du virage après la ligne d'arrivée, au même endroit où Leander et Brécy perdirent la vie : après que son pneu avant a éclaté, il heurte de la tête le ciment de la piste. Il meurt le lendemain matin à la clinique de Vaugirard. Il est inhumé au cimetière Saint-Pierre de Marseille. La ville de Marseille lui a rendu hommage en donnant son nom à un boulevard et une tribune du stade Vélodrome.
L'accident a été immortalisé par Ernest Hemingway dans son récit autobiographique Paris est une fête.

## Distinctions
- Croix de guerre 1914-1918 (1916)[3]

## Palmarès sur route

### Par année
- 1913
  - 3e du championnat du Midi
- 1914
  - 3e de Marseille-Toulon-Marseille
- 1919
  - Marseille-Lyon
  - Marseille-Toulon-Marseille
  - 2e du Circuit de Provence
- 1920
  - Course de côte du mont Faron
  - Marseille-Nice
  - Marseille-Toulon-Marseille
  - Grand Prix de la Victoire
  - 3e de Nice-Mont Agel
- 1923
  - Course de côte du mont Faron

### Résultat sur le Tour de France
1 participation
- 1920 : non-partant (3e étape)

## Palmarès sur piste

### Championnats du monde
- Liverpool-Paris 1922
  -  Médaillé de bronze du demi-fond
- Milan-Turin 1926
  -  Médaillé d'argent du demi-fond

### Championnats de France
- Champion de France de demi-fond : 1926 (2e en 1922 et 1924)

### Grand-Prix
- Grand Prix de Noël : 1925